# ジョアナ・ラモス

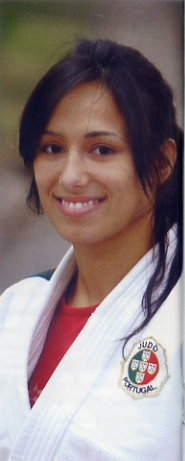
2008年

ジョアナ・イザベル・ヴェントゥーラ・ラモス（Joana Isabel Ventura Ramos　1982年1月16日- ）はポルトガルのコインブラ出身の柔道選手。階級は52kg級。身長159cm。

## 経歴
2000年の世界ジュニア52㎏級で5位になった。2004年のU23ヨーロッパ選手権で3位になった。2009年には地元開催のワールドカップ・リスボンで優勝した。2010年にはグランプリ・アブダビで優勝、グランプリ・デュッセルドルフとグランドスラム・モスクワで2位になったが、世界選手権では7位だった。2011年の世界選手権では5位になった。2012年のロンドンオリンピックでは初戦でフランスのプリシラ・ネトに大腰で敗れた。2015年のグランドスラム・チュメニでは優勝した。2016年のリオデジャネイロオリンピックでは3回戦で中国の馬英楠に横四方固で敗れた。2017年のヨーロッパ選手権では3位だった。2019年のヨーロッパ競技大会団体戦で2位、世界選手権では5位だった。2021年の世界選手権では準々決勝で元世界チャンピオンの志々目愛に技ありで敗れて5位だった。7月に日本武道館で開催された東京オリンピックには39歳での出場を果たすも、初戦でアメリカのアンジェリカ・デルガドに敗れた。

## 主な戦績
- 2000年 - 世界ジュニア　5位
- 2004年 - U23ヨーロッパ選手権　3位
- 2009年 - ワールドカップ・リスボン　優勝
- 2010年 - グランプリ・デュッセルドルフ　2位
- 2010年 - グランドスラム・モスクワ　2位
- 2010年 - 世界選手権　7位
- 2010年 - グランプリ・アブダビ　優勝
- 2011年 - グランドスラム・モスクワ　3位
- 2011年 - 世界選手権　5位
- 2013年 - グランプリ・リエカ　3位
- 2013年 - ヨーロッパ学生選手権　優勝
- 2014年 - グランプリ・ザグレブ　2位
- 2014年 - グランプリ・アスタナ　優勝
- 2014年 - グランプリ・タシュケント　3位
- 2015年 - グランプリ・ブダペスト　3位
- 2015年 - グランドスラム・チュメニ　優勝
- 2017年 - グランプリ・トビリシ　3位
- 2017年 - ヨーロッパ選手権　3位
- 2017年 - グランプリ・カンクン　3位
- 2019年 - ヨーロッパ競技大会　団体戦　2位
- 2019年 - 世界選手権　5位
- 2021年 - グランドスラム・トビリシ　3位
- 2021年 - 世界選手権　5位

(出典)